# Fanedvlégy

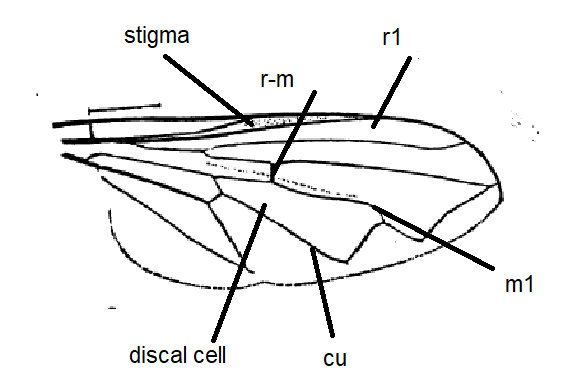
Szárnyának felépítése

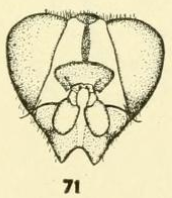
Brachyopa cinereovittata feje elölnézetben

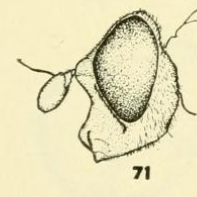
Brachyopa cinereovittata feje oldalnézetben

A fanedvlégy (Brachyopa) a zengőlegyek (Syrphoidea) öregcsaládjában a névadó zengőlégyfélék (Syrphidae)család herelégyfélék (Eristalinae) alcsaládjába sorolt fanedvlégy-rokonúak (Brachyopini) nemzetségének névadó neme 42, 2013-ig leírt fajjal.

## Származása, elterjedése
Európában 2017-ig tíz faját írták le. Közülük kilencet már Magyarországon is gyűjtöttek, de a 10. előkerülését sem zárják ki..
- nyár-fanedvlégy (Brachyopa bicolor)
- duplacsíkos fanedvlégy (Brachyopa dorsata)
- szil-fanedvlégy (Brachyopa insensilis)
- foltosszárnyú fanedvlégy (Brachyopa maculipennis)
- Panzer-fanedvlégy (Brachyopa panzeri)
- gyakori fanedvlégy (Brachyopa pilosa)
- ritka fanedvlégy (Brachyopa plena)
- nyugati fanedvlégy (Brachyopa scutellaris)
- északi fanedvlégy (Brachyopa testacea)
- nagy fanedvlégy (Brachyopa vittata)

## Megjelenése, felépítése
Közepes vagy kisebb, gyengén szőrös zengőlégy. Szeme csupasz, a hímeké érintkezik. Csápja nagy, csápsörtéi többnyire szőrösek. Arca megnyúlt, arcdudora nincs. Potroha általában hosszúkás, ovális.

## Életmódja, élőhelye
Lárvái rendszerint sérült fák kicsurgó, kocsonyás nedvében fejlődnek. Hátulsó testvégükön egy, a bábok elülső végén két viszonylag hosszabb légcső van. Imágói is többnyire fák kicsurgó nedveit szívogatják, de ritkábban virágokat is látogatnak.

## Rendszertani felosztása
Egyes rendszerezők a nemet két fajsorra bontják, de ezek közük a Trichobrachyopa (Brachyopa) „fajsorban” csak a Brachyopa tristis faj szerepel.
A Brachyopa (Brachyopa) fajsor korábban fel nem sorolt fajai a teljesség igénye nélkül:
- Brachyopa atlantea Kassebeer, 2000
- Brachyopa bimaculosa Doczkal & Dziock, 2004
- Brachyopa caesariata Moran & Skevington, 2019
- Brachyopa cinerea Wahlberg, 1844
- Brachyopa cinereovittata Bigot, 1884
- Brachyopa cruriscutum Steenis & Steenis, 2014
- Brachyopa cummingi Moran & Skevington, 2019
- Brachyopa cynops Snow, 1892
- Brachyopa daeckei Johnson, 1917
- Brachyopa diversa Johnson, 1917
- Brachyopa exigua Steenis, 2015
- Brachyopa flavescens Shannon, 1915
- Brachyopa gigas Lovett, 1919
- Brachyopa grunewaldensis Kassebeer, 2000
- Brachyopa maritima Violovitsh, 1980
- Brachyopa media Williston, 1882
- Brachyopa minima Vujic & Pérez-Bañón, 2016
- Brachyopa notata Osten Sacken, 1875
- Brachyopa obscura Thompson & Torp, 1982
- Brachyopa ornamentosa Violovitsh, 1977
- Brachyopa paradoxa Krivosheina, 2004
- Brachyopa perplexa Curran, 1922
- Brachyopa pivanica Mutin, 1984
- Brachyopa primorica Mutin, 1998
- Brachyopa punctipennis Curran, 1925
- Brachyopa quadrimaculosa Thompson, 1981
- Brachyopa rufiabdominalis Jones, 1917
- Brachyopa silviae Doczkal & Dziock, 2004
- Brachyopa stackelbergi Krivosheina, 2004
- Brachyopa tabarkensis Kassebeer, 2002
- Brachyopa tianzhuensis Li & Li, 1990
- Brachyopa vacua Osten Sacken, 1875
- Brachyopa vernalis Steenis & Steenis, 2014
- Brachyopa violovitshi Mutin, 1985
- Brachyopa zhelochovtsevi Mutin, 1998

## Fordítás
Ez a szócikk részben vagy egészben  a   Brachyopa című angol Wikipédia-szócikk ezen változatának fordításán alapul.  Az eredeti cikk szerkesztőit annak laptörténete sorolja fel. Ez a jelzés csupán a megfogalmazás eredetét és a szerzői jogokat jelzi, nem szolgál a cikkben szereplő információk forrásmegjelöléseként.